# بدن‌نکوهی

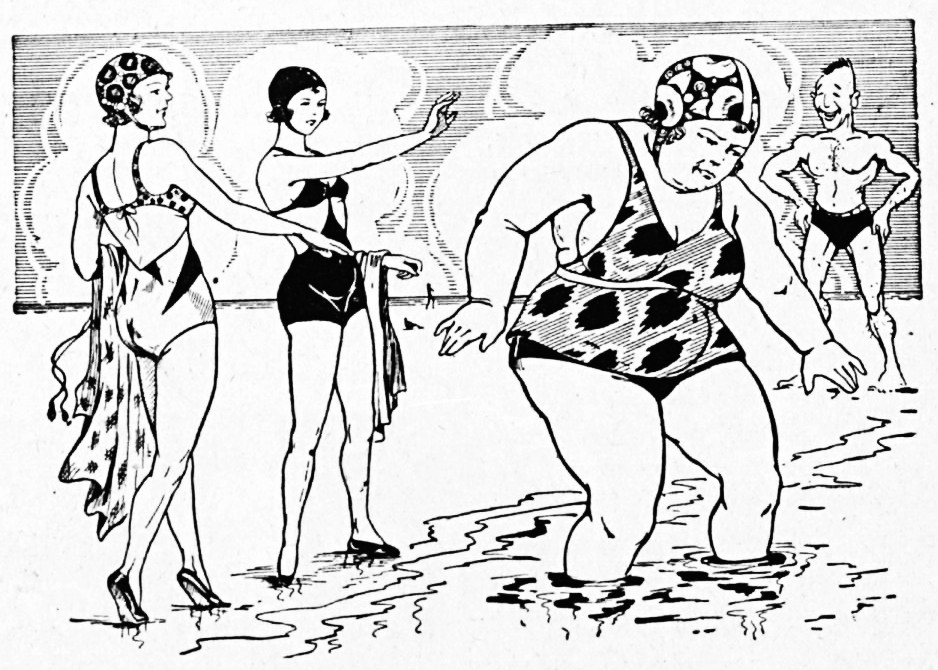
تصویر زنی دارای اضافه وزن که در یک تبلیغ مربوط به سال ۱۹۴۲ برای یک مکمل غذایی مورد تمسخر و تحقیر قرار گرفته است.

بدن‌نکوهی، شرم از بدن یا بادی شِیمینگ (به انگلیسی: Bodyshaming) به معنای سرزنش و شماتت افراد و تحقیر و تمسخر دیگران به خاطر ویژگی‌های بدنی و ظاهری آنهاست.
این رفتار زشت انواع مختلفی دارد، برای نمونه، مسخره کردن افراد به خاطر چاقی یا لاغری، قد، موی زائد، رنگ مو، فرم بدن، میزان عضله، اندازه آلت تناسلی یا سینه، ظاهر صورت و حتی مسخره کردن خالکوبی، پیرسینگ یا بیماری‌های پوستی.
نکوهش بدن افراد، از کودکی در رسانه‌ها به مخاطبان القا می‌شود. در مطالعه‌ای که روی فیلم‌ها و کتاب‌های کودکان انجام شد، مشخص شد که اکثر این رسانه‌ها، جذابیت ظاهری را به عنوان یک عنصر مهم در روابط بین فردی نشان می‌دهند. به عنوان مثال، دو فیلم دیزنی که در این تحقیق بررسی شدند، بیشترین پیام‌ها را دربارهٔ زیبایی شخصی داشتند. همچنین، ۶۴ درصد از فیلم‌های بررسی شده، شخصیت‌های چاق را زشت، بدجنس، بی‌رحم و غیردوستانه نشان می‌دادند.
برخی از انواع بدن‌نکوهی ریشه در خرافات قدیمی دارند، مثلاً تبعیض علیه موقرمزها یا کلیشه‌های مربوط به موبورها. همچنین، نوع نکوهش بدنی با توجه به سن افراد هم متفاوت است؛ مثلاً نوجوانان قدبلند را دست و پا چلفتی خطاب می‌کنند، در حالی که قد بلند در بزرگسالان یک ویژگی مثبت است.
گاهی نکوهش بدن افراد شامل انتقاد از میزان مردانگی یا زنانگی آن‌ها نیز می‌شود. برای مثال، مردانی که باسن پهن، سینه برجسته یا کم‌مویی صورت دارند، به خاطر ظاهر زنانه‌شان مورد تمسخر قرار می‌گیرند. به همین ترتیب، زنانی که ظاهری شبیه به مردان دارند یا شانه‌های پهن و ویژگی‌های جسمی مردانه دارند، ممکن است هدف نکوهش و تمسخر قرار گیرند.
نکوهش شدید بدن افراد می‌تواند اثرات منفی عاطفی جدی به دنبال داشته باشد، از جمله کاهش عزت نفس و ایجاد مشکلاتی مانند اختلال در خوردن، اضطراب، نارضایتی از بدن، اختلال بدریختی بدن و افسردگی. این مشکلات به‌ویژه زمانی تشدید می‌شوند که افراد احساس کنند بدنشان نمی‌تواند معیارهای اجتماعی را برآورده کند.